# Duriatitan
Duriatitan là một chi khủng long, được Barrett Benson & Upchurch mô tả khoa học năm 2010.